# Громов, Артём Валерьевич
Артём Валерьевич Громов (род.  30 октября 1976, Ленинград) — начальник Центрального спортивного клуба Армии (ЦСКА) с 2017 года. Полковник, кандидат педагогических наук, мастер спорта России по военно-спортивному многоборью.

## Биография
Родился 30 октября 1976 года в Ленинграде.
Окончил Свердловское суворовское военное училище (1993 г.), Военный институт физической культуры (1997 г.), Уральский государственный университет имени А. М. Горького.
В 1997—2010 годах служил в Приволжско-Уральском военном округе, с 2002 года — начальник спортивного клуба армии Приволжско-Уральского военного округа.
В 2010—2012 годах — тренер спортивного взвода Центрального спортивного клуба Армии (ЦСКА).
В 2012—2015 годах — заместитель начальника Управления физической подготовки Вооруженных Сил Российской Федерации.
В 2015—2017 годах — заместитель начальника ЦСКА.
25 июля 2017 года Приказом Министра обороны России № 462 назначен начальником ЦСКА.

## Семья
Женат, воспитывает троих детей.

## Награды
- Медаль ордена «За заслуги перед Отечеством» II степени;
- Медаль «За воинскую доблесть» II степени;
- Медаль «За укрепление боевого содружества»;
- Медаль «За отличие в военной службе» I, II и III степени;
- Медаль «Участнику военной операции в Сирии»;
- Медаль «За отличие в службе в Сухопутных войсках»;
- Медаль «80 лет Госкомспорту России».